# Magerabborrtjärnen (Piteå socken, Norrbotten, 726883-170258)
Magerabborrtjärnen är en sjö i Piteå kommun i Norrbotten och ingår i Byskeälvens huvudavrinningsområde. Sjön har en area på 0,0339 kvadratkilometer och ligger 336,2 meter över havet. Magerabborrtjärnen ligger i Byskeälven Natura 2000-område.

## Delavrinningsområde
Magerabborrtjärnen ingår i det delavrinningsområde (726803-170293) som SMHI kallar för Utloppet av Inre Långträsket. Medelhöjden är 351 meter över havet och ytan är 24,66 kvadratkilometer. Räknas de 2 avrinningsområdena uppströms in blir den ackumulerade arean 69,42 kvadratkilometer. Långträskån som avvattnar avrinningsområdet har biflödesordning 2, vilket innebär att vattnet flödar genom totalt 2 vattendrag innan det når havet efter 105 kilometer. Avrinningsområdet består mestadels av skog (95 procent). Avrinningsområdet har 0,89 kvadratkilometer vattenytor vilket ger det en sjöprocent på 3,6 procent.